# Telești (gmina)
Telești (wymowaⓘ) – gmina w Rumunii, w okręgu Gorj. Obejmuje miejscowości Buduhala, Șomănești i Telești. W 2011 roku liczyła 2473 mieszkańców.